# Haar
Haar es una ciudad en Baviera, Alemania distrito de Múnich la Alta Baviera, que limita con Múnich al este. El 28 de enero de 2025, Haar se convirtió en el tercer municipio del distrito de Múnich en convertirse en ciudad.